# Geilo
Geilo – norweska miejscowość w okręgu Buskerud, w gminie Hol. Jest bazą narciarską i ośrodkiem sportowym. Według spisu ludności (2016) w mieście mieszka 2459 osób. Leży 250 km na wschód od Bergen i 260 km na północny zachód od Oslo.
Oprócz 39 stoków narciarskich, obsługiwanych przez 20 wyciągów znajdują się tu także trasa biegowa oraz strzelnica biathlonowa.

## Galeria

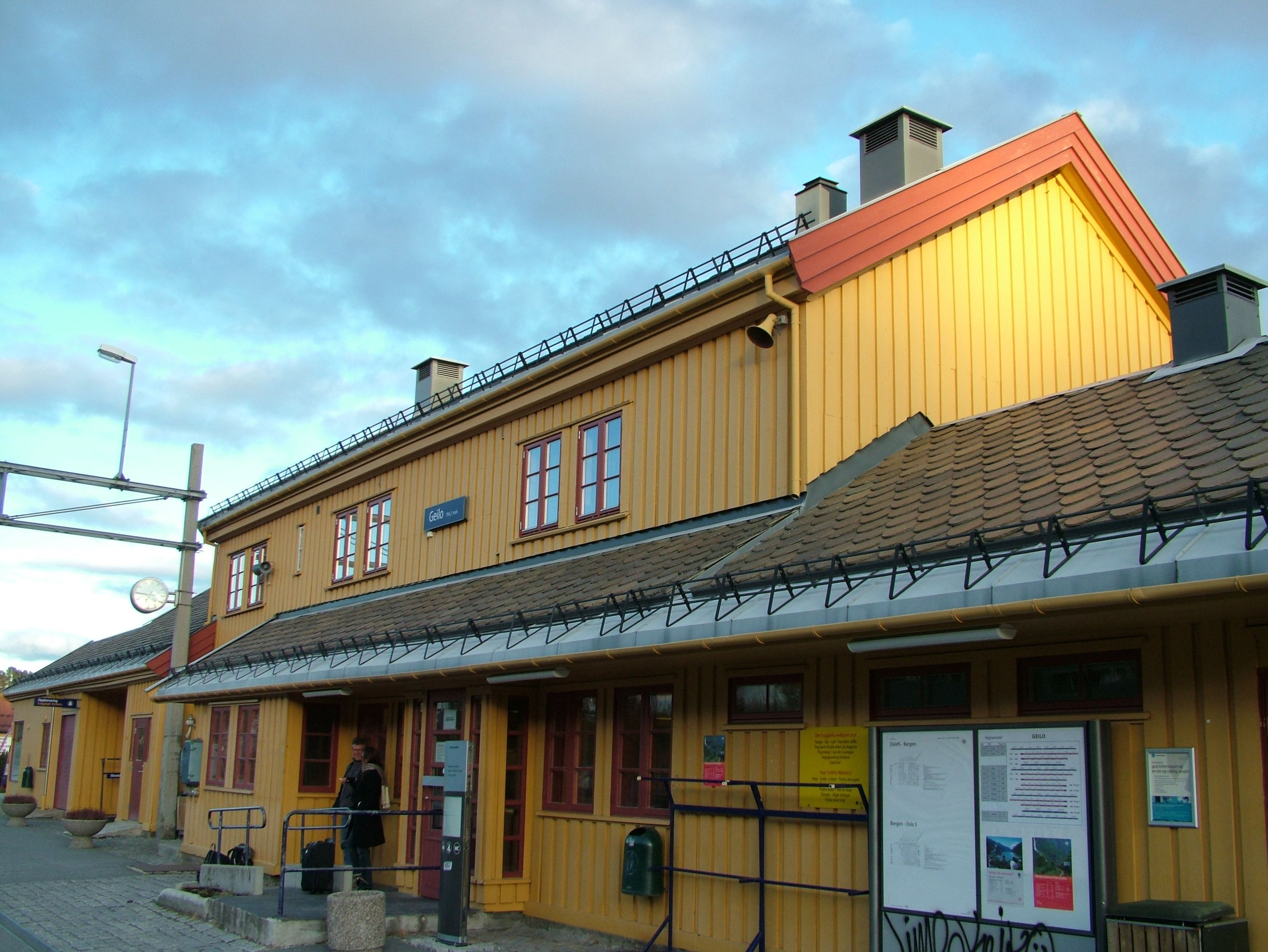
Dworzec kolejowy w Geilo
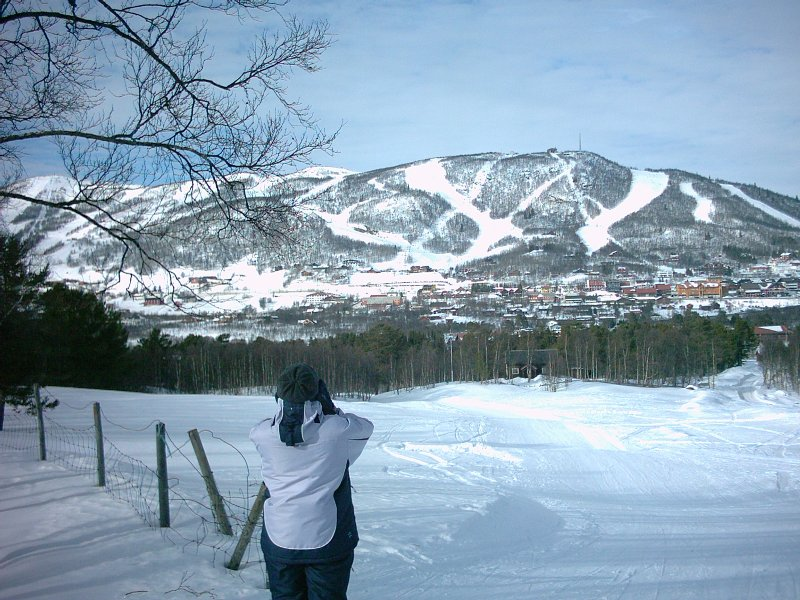
Stok narciarski Slaatta